# Carlo Sigismondo Capece
Carlo Sigismondo Capece talvolta citato anche come Capeci (Roma, 1652 – Polistena, 1728) è stato un drammaturgo e librettista italiano attivo a Roma intorno all'inizio del XVIII secolo.

## Biografia
Studiò in Spagna e tornato a Roma esercitò per un certo periodo la professione di avvocato e fu poi inviato come diplomatico alla corte di Francia. Fu segretario dell'ex Regina di Polonia Maria Casimira quando quest'ultima giunse a Roma nel 1700, in occasione dell'Anno Santo.
Scrisse numerose opere teatrali, tra cui una quarantina di libretti d'opera. In particolare opere musicate da Alessandro (Telemaco) e Domenico Scarlatti (Tolomeo e Alessandro), nonché l'oratorio La Resurrezione di Georg Friedrich Handel.
Il titolo del suo ultimo libretto d'opera è Telemaco. Dal 1719 scrisse 18 commedie, la più nota delle quali è Pulcinella.